# Ichneumon gracilicornops
Ichneumon gracilicornops là một loài tò vò trong họ Ichneumonidae.